# Asendorf (Diepholzi járás)
Asendorf község Németországban, Alsó-Szászországban, a Diepholzi járásban. Lakosainak száma 2903 fő (2023. december 31.).

## Történelme
Írott forrásban elsőként 1091-ben tűnik fel.